# جون د. إيفانز
جون د. إيفانز (بالإنجليزية: John D. Evans)‏ هو ضابط أمريكي، ولد في 3 يونيو 1944.